# Somon Air

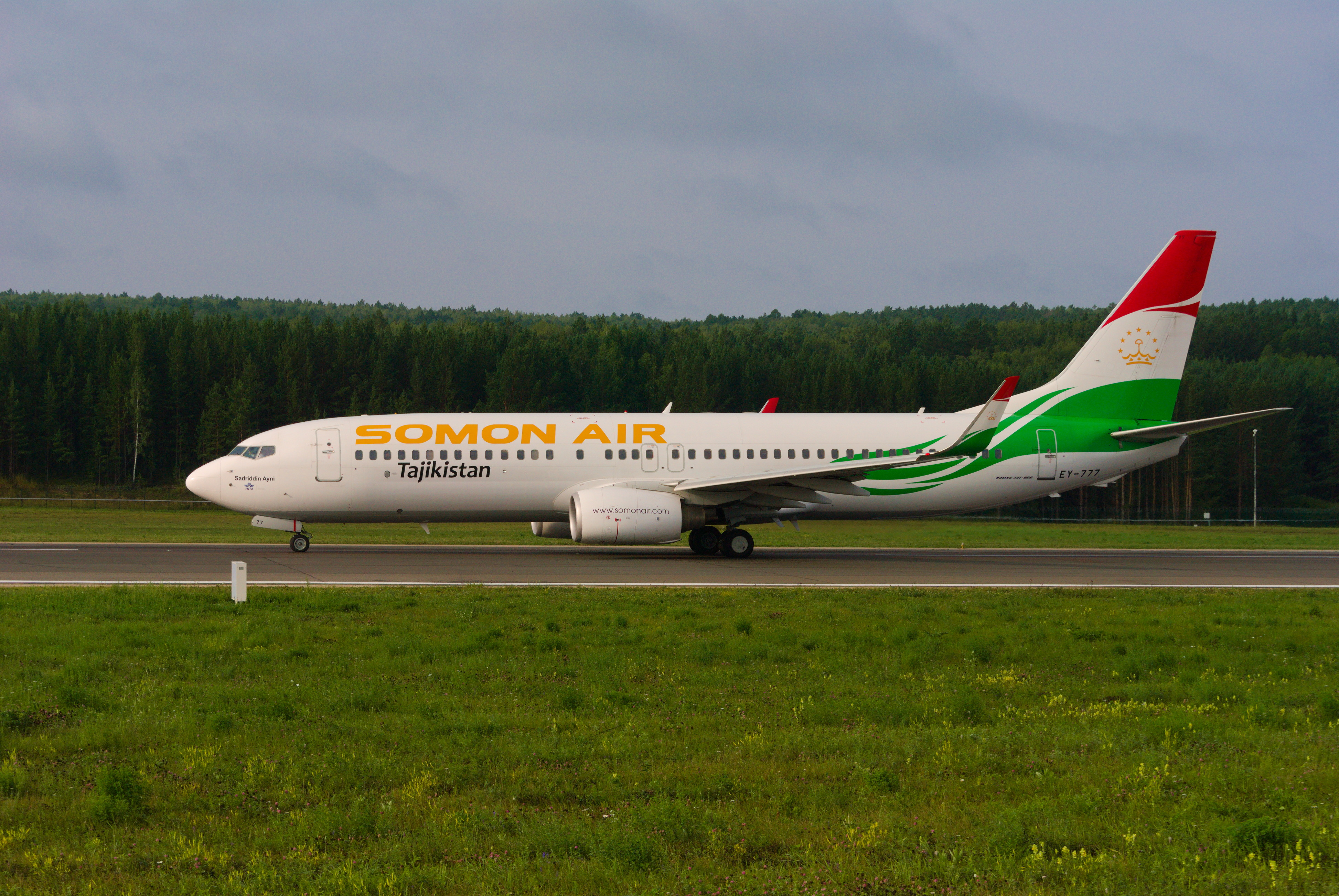
Boeing 737-800 Somon Air перед вылетом из аэропорта Красноярска

Somon Air (тадж. Сомон Эйр) — национальный перевозчик Таджикистана, базирующийся в аэропорту Душанбе. Выполняет международные пассажирские авиарейсы из Душанбе и Худжанда.

## История
В феврале 2008 года состоялся первый рейс в истории авиакомпании — Душанбе-Москва. Авиакомпания «Сомон Эйр» является единственной авиакомпанией Таджикистана, вступившей в IATA.
В 2009 году авиакомпания "Сомон Эйр" начала продажу электронных билетов.
В 2009 году Сомон Эйр присоединилась к BSP Германии и стран региона Персидского залива, а также к дистрибутивной системе Amadeus в Европе.
В 2009 году авиакомпания впервые приступила к перевозке паломников из Таджикистана в Саудовскую Аравию и обратно.
В 2010 году авиакомпания "Сомон Эйр" присоединилась к BSP Турции, Казахстана и Кыргызстана.
В 2011 году авиакомпания пополнила свой авиапарк двумя новыми самолетами Боинг 737-900ER.
В 2015 году награждена корпорацией Боинг премией "High Technical On-Time Performance".
В 2015 году авиакомпания получила сертификат IOSA.
В 2016 году Сомон Эйр получила сертификат EASA.
В 2017 году состоялось вступление в Международную Ассоциацию Воздушного Транспорта (IATA).
В июле 2019 года авиакомпания "Сомон Эйр" стала официальным участником многостороннего интерлайн-соглашения MITA (Multilateral Interline Traffic Agreements) по грузовым перевозкам, действующего под эгидой Международной Ассоциации Воздушного Транспорта (IATA).
В июле 2019 года открыла свой авиационный учебный центр (АУЦ) для авиаспециалистов различного профиля.
В октябре 2019 года парк авиакомпании “Сомон Эйр” пополнился вертолётом H125. 28 октября 2019 года на специальной церемонии на заводе «Еврокоптер» в городе Нур-Султан (Республика Казахстан) руководству авиакомпании были переданы ключи от вертолёта.
7 ноября 2019 года авиакомпания «Сомон Эйр» подписала Меморандум о взаимопонимании с группой компаний «Эйрбас», в рамках которого авиакомпания намерена приобрести ещё 5 вертолётов (один вертолёт H125, два H130 и два H175) к уже приобретённому и доставленному в Таджикистан H125, а также новейшие самолёты семейства Airbus от прямого изготовителя.
18 декабря 2019 года авиакомпания «Сомон Эйр» удостоена премии «Бренд года - 2019». На торжественной церемонии вручения авиакомпания получила золотую премию конкурса.
В декабре 2019 года авиакомпания "Сомон Эйр" получила от Транспортной Клиринговой Палаты свидетельство об аккредитации учебного центра, которое удостоверяет полномочия центра проводить подготовку (обучение) персонала участников Системы взаиморасчётов.
В сентябре 2020 года авиакомпания "Сомон Эйр" пополнила свой авиапарк вертолетом Ми8-АМТ.
18 июня 2021 года состоялся первый самостоятельный полёт единственной женщины-пилота авиакомпании «Сомон Эйр» Татьяны Афентьевой. Татьяна успешно выполнила полёт в качестве второго пилота на регулярном рейсе по маршруту Душанбе-Ташкент-Душанбе.
16 мая 2022 года авиакомпания "Сомон Эйр" начала полётную программу из Душанбе в московский аэропорт Внуково и обратно.
6 июня 2022 года состоялся первый рейс авиакомпании по маршруту Душанбе-Мюнхен-Душанбе.
1 августа 2022 года авиакомпания совершила первый рейс по маршруту Худжанд - Москва (аэропорт Внуково) - Худжанд.
30 августа 2022 года авиакомпания получила первый из двух самолётов Боинг 737-800. Воздушное судно получено на условиях операционного лизинга у компании ACG.
8 сентября 2022 года Сомон Эйр получила на условиях операционного лизинга у компании ACG второй самолёт Боинг 737-800.
31 января 2023 года авиакомпания совершила свой первый регулярный рейс по маршруту Душанбе-Тегеран-Душанбе.
9 марта 2023 года Сомон Эйр открыла прямые регулярные рейсы по маршруту Душанбе-Джидда-Душанбе.
23 сентября 2023 года был открыт регулярный рейс по маршруту Душанбе-Махачкала-Душанбе.
4 февраля 2024 года состоялся первый рейс по маршруту Худжанд-Дубай-Худжанд.
6 февраля 2024 года авиакомпания "Сомон Эйр" выполнила первый регулярный рейс из Худжанда в Джидду и обратно.
7 марта 2024 года состоялся первый регулярный рейс авиакомпании "Сомон Эйр" по маршруту Худжанд-Стамбул-Худжанд.
2 апреля 2024 года авиакомпания "Сомон Эйр" приступила к выполнению прямых регулярных рейсов из Душанбе в Астану и обратно.
22 мая 2024 года состоялся первый прямой рейс по маршруту Душанбе-Тбилиси-Душанбе.

28 ноября 2024 года авиакомпания выполнила первый рейс по маршруту Душанбе-Доха-Душанбе.

## Пункты назначения
В настоящее время авиакомпания выполняет рейсы из Таджикистана по 25 направлениям. Среди них города Германии, Индии, Ирана, Саудовской Аравии, Узбекистана, Казахстана, Китая, ОАЭ, России и Турции.
Маршрутная сеть Somon Air охватывает такие российские города, как Москва, Санкт-Петербург, Новосибирск, Екатеринбург, Красноярск и другие.

## Флот

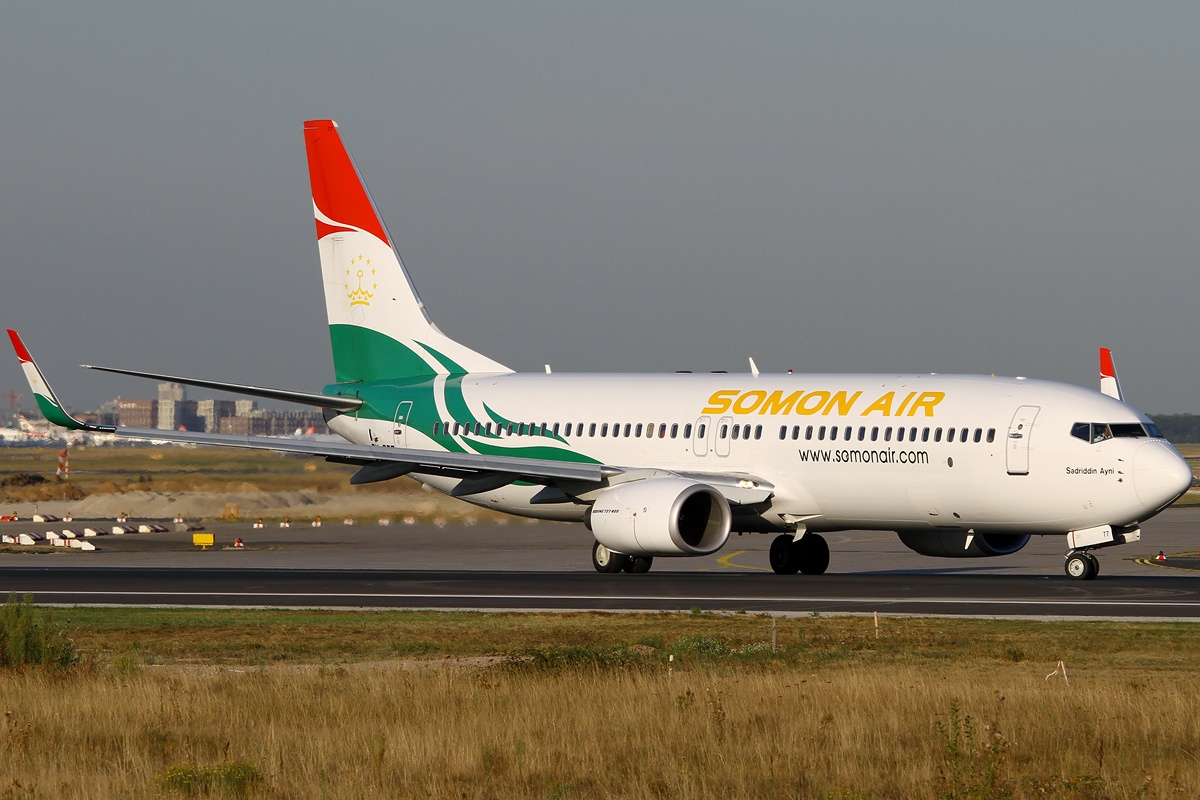
Boeing 737-800 в аэропорту Франкфурта

| Воздушное судно         | Количество | Количество пассажиров | Количество пассажиров | Количество пассажиров |
| Воздушное судно         | Количество | C                     | Y                     | Total                 |
| ----------------------- | ---------- | --------------------- | --------------------- | --------------------- |
| Boeing 737-800          | 4          | —                     | 189                   | 189                   |
| Boeing 737-900ER        | 2          | 16                    | 168                   | 184                   |
| Airbus Helicopters H125 | 1          |                       |                       | 5                     |
| Mi8-AMT                 | 1          |                       |                       | 24                    |
| Всего                   | 8          | —                     |                       |                       |